# X/Open
X/Open group (також відомий як Open Group for Unix Systems і заснований у 1987 році як X/Open Company, Ltd.) був консорціумом, заснованим кількома європейськими UNIX виробниками систем у 1984 році з метою визначення і просування відкритих стандартів у сфері інформаційних технологій. Конкретніше, початковою метою було визначення єдиної специфікації для операційних систем з похідних від UNIX, щоб збільшити сумісність застосунків і зменшити витрати на перенесення програмного забезпечення. Його початковими членами були Bull, ICL, Siemens, Olivetti, і Nixdorf — група, іноді відома як BISON. Philips і Ericsson приєдналися у 1985 році, після чого було прийнято назву X/Open.
Група публікувала свої специфікації як X/Open Portability Guide, починаючи з Випуску 1 у 1985 році, а пізніше як X/Open CAE Specification.
У 1987 році X/Open була заснована як X/Open Company, Ltd.
До березня 1988 року X/Open виросла до 13 членів: AT&T, Digital, Hewlett-Packard, Sun Microsystems, Unisys, NCR, Olivetti, Bull, Ericsson, Nixdorf, Philips, ICL та Siemens.
До 1990 року група розширилася до 21 члена: крім п’яти початкових, до яких додалися Philips і Nokia з Європи; AT&T, Digital, Unisys, Hewlett-Packard, IBM, NCR, Sun, Prime Computer, Apollo Computer з Північної Америки; Fujitsu, Hitachi і NEC з Японії; а також Open Software Foundation і Unix International.
У жовтні 1993 року було оголошено про запланований перехід торгової марки UNIX від Novell до X/Open; це було завершено у другому кварталі 1994 року.
У 1994 році X/Open опублікувала Single UNIX Specification, яка була складена на основі XPG4 Base та інших джерел.
У 1996 році X/Open об’єдналася з Open Software Foundation для створення The Open Group.
X/Open також була відповідальна за XA протокол для гетерогенних розподілених транзакційних процесів, який був випущений у 1991 році.

## X/Open Portability Guide
X/Open публікувала свої специфікації під назвою X/Open Portability Guide (або XPG). Базуючись на System V Interface Definition від AT&T, посібник має ширший обсяг, ніж POSIX, який стосується лише прямих інтерфейсів операційної системи. Посібник визначає Загальне середовище застосунків (CAE), що дозволяє портативність застосунків між різними операційними системами. Основною метою була сумісність між реалізаціями UNIX від різних постачальників, хоча деякі постачальники також реалізували стандарти на не-UNIX платформах.
Випуск 1 посібника охоплював базові інтерфейси операційної системи, мову C, COBOL, метод доступу до індексованих послідовних файлів (ISAM) та інші частини і був опублікований у 1985 році. Випуск 2 вийшов у 1987 році, і розширив охоплення, включивши міжнародні стандарти, інтерфейси терміналів, міжпроцесорну комунікацію та мови програмування C, COBOL, FORTRAN, і Pascal, а також інтерфейси доступу до даних для SQL і ISAM. У багатьох випадках це були профілі існуючих міжнародних стандартів. Випуск 3 (XPG3) вийшов у 1989 році, його основна увага була зосереджена на зближенні з специфікаціями операційної системи POSIX; він додав Window Manager, мову ADA та інше. Випуск 4 (XPG4) був опублікований у липні 1992 року. Single UNIX Specification базується на стандарті XPG4. Стандарти XPG3 і XPG4 визначають всі аспекти операційної системи, мов програмування та протоколів, які повинні мати сумісні системи.
Були доступні кілька рівнів відповідності та відповідні етикетки, залежно від охоплення посібника: Base і Plus; етикетки Component і Application призначені для компонентів ПЗ та застосунків, що використовують посібник з портативності.
Випуск 1 був опублікований як одне видання з кількома частинами, ISBN 0-444-87839-4.
Випуск 2 був опублікований у кількох томах:
- X/Open Portability Guide Том 1: Специфікація команд і утиліт System V, 1987, ISBN 0-444-70174-5
- X/Open Portability Guide Том 2: Специфікація системних викликів і бібліотек System V, 1987, ISBN 0-444-70175-3
- X/Open Portability Guide Том 3: Додаткові визначення специфікації System V, 1987, ISBN 0-444-70176-1
- X/Open Portability Guide Том 4: Мови програмування, 1987, ISBN 0-444-70179-6
- X/Open Portability Guide Том 5: Управління даними, 1987, ISBN 0-444-70178-8

Випуск 3 був опублікований у кількох томах:
- X/Open Portability Guide Том 1: Команди та утиліти XSI, 1989, ISBN 0-13-685835-X
- X/Open Portability Guide Том 2: Інтерфейс системи XSI та заголовки, 1989, ISBN 0-13-685843-0
- X/Open Portability Guide Том 3: Додаткові визначення XSI, 1989, ISBN 0-13-685850-3
- X/Open Portability Guide Том 4: Мови програмування, 1988, ISBN 0-13-685868-6
- X/Open Portability Guide Том 5: Управління даними, 1988, ISBN 0-13-685876-7
- X/Open Portability Guide Том 6: Управління вікнами, 1988, ISBN 0-13-685884-8
- X/Open Portability Guide Том 7: Мережеві послуги, 1988, ISBN 0-13-685892-9

Специфікація XPG4 Base включає такі документи:
- Інтерфейси системи та заголовки (XSH), Випуск 4, 1992, ISBN 1-872630-47-2, C202
- Команди та утиліти (XCU), Випуск 4, 1992, ISBN 1-872630-48-0, C203
- Визначення інтерфейсу системи (XBD), Випуск 4, 1992, ISBN 1-872630-46-4, C204

Вищезгадані три документи були опубліковані не під маркою X/Open Portability Guide, а як CAE Specification. Однак термін X/Open Portability Guide, Випуск 4 все ж використовувався для посилань на видання 1992 року.
Подальші публікації X/Open під маркою X/Open CAE Specification, а не X/Open Portability Guide:
- Розподілена обробка транзакцій: Специфікація XA, грудень 1991, ISBN 1-872630-24-3[21]
- Управління системами: Профілі управлінських протоколів (XMPP), жовтень 1993, ISBN 1-85912-018-0[22]
- X/Open DCE: Виклик віддалених процедур, серпень 1994, ISBN 1-85912-041-5[23]
- Визначення інтерфейсу системи, Випуск 4, Версія 2, вересень 1994, ISBN 1-85912-036-9[24]
- Інтерфейси системи та заголовки, Випуск 4, Версія 2, вересень 1994, ISBN 1-85912-037-7[25]
- Команди та утиліти, Випуск 4, Версія 2, вересень 1994, ISBN 1-85912-034-2[26]
- Мережеві послуги, Випуск 4, вересень 1994, ISBN 1-85912-049-0[27]
- Управління даними: Інтерфейс виклику SQL (CLI), березень 1995, ISBN 1-85912-081-4[28]
- Формат перетворення UCS, безпечний для файлових систем (UTF-8), березень 1995, ISBN 1-85912-082-2[29]
- Розподілена обробка транзакцій: Специфікація TX (Демаркація транзакцій), квітень 1995, ISBN 1-85912-094-6[30]
- Інтерфейс програмування X.25 з використанням XTI (XX25), листопад 1995, ISBN 1-85912-136-5[31]
- Розподілена обробка транзакцій: Специфікація TxRPC, листопад 1995, ISBN 1-85912-115-2[32]
- Розподілена обробка транзакцій: Специфікація XATMI, листопад 1995, ISBN 1-85912-130-6[33]
- Розподілена обробка транзакцій: Специфікація XCPI-C Версія 2, листопад 1995, ISBN 1-85912-135-7[34]
- X/Open Curses, Випуск 4, 1995, ISBN 9781859120774[35]
- X/Open Curses, Випуск 4, Версія 2, 1996, ISBN 1-85912-171-3[36]
- Управління даними: Мова структурованих запитів (SQL) Версія 2, березень 1996, ISBN 1-85912-151-9[37]
- І багато іншого.

## Зовнішні посилання
- The Open Group, opengroup.org -- результат об'єднання X/Open Company та Open Software Foundation
- Що таке UNIX?, unix.org
- X/Open Portability Guide, випуск 1, 1985